# فخ (گناباد)
فخ (گناباد)، روستایی از توابع بخش کاخک شهرستان گناباد در استان خراسان رضوی ایران است.

## جمعیت
این روستا در دهستان کاخک قرار دارد و براساس سرشماری مرکز آمار ایران در سال ۱۳۸۵، جمعیت آن ۶۲ نفر (۲۰خانوار) بوده‌است.
روستای فخ در حاشیه جاده کوهستانی گناباد به فردوس قرار دارد.